# Penthea pardalina
Penthea pardalina là một loài bọ cánh cứng trong họ Cerambycidae.